# ロシア風行進幻想曲
『ロシア風行進幻想曲』（ロシアふうこうしんげんそうきょく、ドイツ語: Russische Marschphantasie）作品353は、ワルツ王ヨハン・シュトラウス2世が1872年に作曲した性格的内容の管弦楽曲。『ロシア風行進曲幻想曲』、『ロシア風幻想行進曲』とも。

## 解説
1872年の春頃、当時創作の絶頂期にあったヨハン・シュトラウス2世が、当初は12回目の公式ロシア訪問用に以前のロシアの夏滞在時代に長年あたためておいた楽想のフラグメント素材を活用しまとめあげて、純粋な演奏会用のユニークなキャラクター・ピースとしてロシアのパヴロフスク駅舎での演奏をもくろんで編んで書かれた楽曲とされる。陽気な作品を多く書いてきた作曲家にしては珍しく強い威厳性が感じられ、フルートやクラリネットなどの管楽器が活躍し、加えてティンパニの連打など大胆で斬新な響きを意図的に狙ったとでも言うべき鮮やかな管弦楽書法によって荘厳な音響空間を漂わせる。
しかし、ウィーンのワルツ王のもとに新世界国アメリカの都市ボストンのパトリック・サースフィールド・ギルモア（1829~92)という主催者代表から「ボストン国際平和音楽祭」への招致依頼の勧誘状が届いたため、シュトラウス2世とイエッティ夫妻は急きょ、当初予定していたロシアではなくアメリカのボストンへとライン号と呼ばれた船舶で北ドイツのブレーマーハ―フェン港より渡米することとなった。そのため、ロシアの鉄道会社はこれを当初の予定とは異なる契約違反であると不服の訴訟を起こし、シュトラウス2世に多額の罰金の支払いを命じ、ロシア用の新作とされたこの作品も出版社側に引き渡されたのであった。
シュトラウス2世夫妻が既にアメリカから故郷のウイーンに帰省していた1872年の8月末頃には、ウィーンのシュトラウス中期作品の専属の契約出版家カール・アントン・シュピーナ社が家庭用向けにピアノ2手用の楽譜をウイーンの日刊紙フレムデン・ブラット紙上で広告を出して出版し、この作品のオーケストラ稿のこれまでの従来の通説上での初演は、同年の9月12日に、ウィーン郊外のノイエ・ヴェルト（＝新世界館）と言われたカール・シュヴェンダーが所有していた公園の様な娯楽遊園地施設の野外オーケストラ・パビリオン（＝オーケストラ・キオスク）で、弟のエドゥアルト・シュトラウス1世の指揮するシュトラウス楽団による演奏で行われ大成功の内に幕引きとなったと言われる。ちなみに、この1861年に開園した大規模な土地を誇った現在のウイーン第13区のヒーツィングのかつての娯楽施設ノイエ・ヴェルㇳは19世紀後半に取り壊されて小区画に分割され、その巨大で広大な土地の上に泡沫会社乱立時代の多数の高級住宅がぎっしりと建てられて塞がれ、今日ではすっかりとかつての姿の光景を消し損ない、現存していない。
しかし、本当の成功したこの作品のウィーン初演は、1872年9月10日に王立フォルクスガルテンで行われたグランド・サマー・フェスティバル（＝グローセス・ゾマー・フェスト）の場において、同じくエドゥアルト1世指揮のシュトラウス楽団によって演奏された機会の時であったとの新説がある。この作品の同日の初演では、シュトラウス楽団による演奏の他に、アントン・アムブロシュ指揮のメクレンブルク＝シュヴェリーン大公の軍楽楽団も同様に作品演奏を行ったと伝えられる。

## ニューイヤーコンサート
ウィーンフィル・ニューイヤーコンサートへの登場は以下の通りである。
- 1995年 - ズービン・メータ指揮
- 2005年 - ロリン・マゼール指揮